# Seznam nejvyšších budov států USA
Seznam nejvyšších budov států USA uvádí nejvyšší budovy v jednotlivých státech Spojených států amerických, včetně Kolumbijského distriktu. Výška je udávána na základě standardního měření výšky, je měřena od povrchu terénu do nejvyššího bodu architektonické stavby. Do výšky jsou započítávány jen obytné spojité prostory, nikoli samostatné struktury, vyhlídkové a komunikační věže či antény jdoucí z budovy.
V první části jsou uvedeny budovy podle stavu v roce 2008, ve druhé části jsou uvedeny budovy tehdy rozestavěné nebo navrhované.

## Současné nejvyšší budovy ve státech USA
| Stát             | Město          | Budova                                                       | Obrázek | Výška (stopa) | Výška (m) | Počet poschodí | Rok  | Původní účel               |
| ---------------- | -------------- | ------------------------------------------------------------ | ------- | ------------- | --------- | -------------- | ---- | -------------------------- |
| Alabama          | Mobile         | RSA Battle House Tower                                       |         | 745           | 227       | 35             | 2007 | kanceláře                  |
| Aljaška          | Anchorage      | Conoco-Phillips Building                                     |         | 296           | 90        | 22             | 1983 | kanceláře                  |
| Arizona          | Phoenix        | Chase Tower                                                  |         | 483           | 147       | 40             | 1972 | kanceláře                  |
| Arkansas         | Little Rock    | Metropolitan National Bank Tower                             |         | 546           | 166       | 40             | 1986 | kanceláře                  |
| Kalifornie       | Los Angeles    | U.S. Bank Tower                                              |         | 1,018         | 310       | 73             | 1989 | kanceláře                  |
| Colorado         | Denver         | Republic Plaza                                               |         | 714           | 218       | 56             | 1984 | kanceláře                  |
| Connecticut      | Hartford       | City Place I                                                 |         | 535           | 163       | 38             | 1984 | kanceláře                  |
| D.C.             | Washington     | Basilica of the National Shrine of the Immaculate Conception |         | 329           | 100       | n/a            | 1959 | kostel                     |
| Delaware         | Wilmington     | Chase Manhattan Centre                                       |         | 330           | 101       | 22             | 1988 | kanceláře                  |
| Florida          | Miami          | Four Seasons Hotel & Tower                                   |         | 794           | 240       | 70             | 2003 | kanceláře/obytný dům/hotel |
| Georgie          | Atlanta        | Bank of America Plaza                                        |         | 1,023         | 312       | 55             | 1992 | kanceláře                  |
| Havaj            | Honolulu       | First Hawaiian Center                                        |         | 429           | 131       | 30             | 1996 | kanceláře                  |
| Idaho            | Boise          | Zions Bank Idaho Headquarters                                |         | 323           | 98        | 20             | 2013 | kanceláře                  |
| Illinois         | Chicago        | Willis Tower                                                 |         | 1,450         | 442       | 110            | 1974 | kanceláře                  |
| Indiana          | Indianapolis   | Chase Tower                                                  |         | 830           | 253       | 49             | 1990 | kanceláře                  |
| Iowa             | Des Moines     | 801 Grand (The Principal Building)                           |         | 630           | 192       | 45             | 1991 | kanceláře                  |
| Kansas           | Wichita        | Epic Center                                                  |         | 320           | 98        | 22             | 1989 | kanceláře                  |
| Kentucky         | Louisville     | AEGON Center                                                 |         | 538           | 164       | 35             | 1993 | kanceláře                  |
| Louisiana        | New Orleans    | One Shell Square                                             |         | 697           | 212       | 51             | 1972 | kanceláře                  |
| Maine            | Portland       | Franklin Towers                                              |         | 204           | 62        | 16             | 1969 | obytný dům                 |
| Maryland         | Baltimore      | Legg Mason Building                                          |         | 529           | 161       | 40             | 1973 | kanceláře                  |
| Massachusetts    | Boston         | John Hancock Tower                                           |         | 790           | 241       | 60             | 1976 | kanceláře                  |
| Michigan         | Detroit        | Detroit Marriott at the Renaissance Center                   |         | 727           | 221.5     | 70             | 1977 | hotel                      |
| Minnesota        | Minneapolis    | IDS Center                                                   |         | 792           | 241       | 55             | 1973 | kanceláře                  |
| Mississippi      | Biloxi         | Beau Rivage Casino Hotel                                     |         | 347           | 105.5     | 32             | 1999 | hotel                      |
| Missouri         | Kansas City    | One Kansas City Place                                        |         | 623           | 189.8     | 42             | 1988 | kanceláře                  |
| Montana          | Billings       | First Interstate Center                                      |         | 272           | 83        | 20             | 1985 | kanceláře                  |
| Nebraska         | Omaha          | First National Bank Tower                                    |         | 634           | 193       | 45             | 2002 | kanceláře                  |
| Nevada           | Paradise       | The Palazzo                                                  |         | 642           | 196       | 53             | 2008 | hotel                      |
| New Hampshire    | Manchester     | City Hall Plaza                                              |         | 275           | 84        | 20             | 1992 | kanceláře                  |
| New Jersey       | Jersey City    | 30 Hudson Street                                             |         | 781           | 238       | 42             | 2004 | kanceláře                  |
| Nové Mexiko      | Albuquerque    | Albuquerque Plaza                                            |         | 351           | 107       | 22             | 1990 | kanceláře                  |
| New York         | New York       | One World Trade Center                                       |         | 1 776         | 541       | 105            | 2013 | kanceláře                  |
| Severní Karolína | Charlotte      | Bank of America Corporate Center                             |         | 871           | 265       | 60             | 1992 | kanceláře                  |
| Severní Dakota   | Bismarck       | North Dakota State Capitol                                   |         | 241.67        | 74        | 19             | 1934 | vládní budova              |
| Ohio             | Cleveland      | Key Tower                                                    |         | 947           | 289       | 57             | 1991 | kanceláře                  |
| Oklahoma         | Oklahoma City  | Devon Tower                                                  |         | 850           | 259       | 50             | 2012 | kanceláře                  |
| Oregon           | Portland       | Wells Fargo Center                                           |         | 546           | 166       | 41             | 1972 | kanceláře                  |
| Pensylvánie      | Philadelphia   | Comcast Center                                               |         | 975           | 297       | 58             | 2007 | kanceláře                  |
| Portoriko        | San Juan       | Coliseum Tower Residences                                    |         | 259           | 79        | 26             | 2007 | obytný dům                 |
| Rhode Island     | Providence     | Bank of America Building                                     |         | 428           | 130       | 26             | 1927 | kanceláře                  |
| Jižní Karolína   | Columbia       | Capitol Center                                               |         | 349           | 106       | 25             | 1987 | kanceláře                  |
| Jižní Dakota     | Sioux Falls    | Qwest Tower                                                  |         | 210           | 64        | 11             | 1962 | kanceláře                  |
| Tennessee        | Nashville      | AT&T Building                                                |         | 617           | 188       | 33             | 1994 | kanceláře                  |
| Texas            | Houston        | JPMorgan Chase Tower                                         |         | 1,002         | 305       | 75             | 1982 | kanceláře                  |
| Utah             | Salt Lake City | Wells Fargo Center                                           |         | 422           | 129       | 30             | 1998 | kanceláře                  |
| Vermont          | Burlington     | Decker Towers                                                |         | 124           | 38        | 11             | 197? | obytný dům                 |
| Virginie         | Virginia Beach | The Westin Virginia Beach Town Center                        |         | 508           | 155       | 38             | 2007 | obytný dům/hotel           |
| Washington       | Seattle        | Columbia Center                                              |         | 937           | 285       | 76             | 1985 | kanceláře                  |
| Západní Virginie | Charleston     | West Virginia State Capitol                                  |         | 292           | 89        | 3              | 1932 | vládní budova              |
| Wisconsin        | Milwaukee      | US Bank Center                                               |         | 601           | 183       | 42             | 1973 | kanceláře                  |
| Wyoming          | Laramie        | White Hall                                                   |         | 200           | 59        | 12             | 1960 | obytný dům                 |

## Rozestavěné/navržené nejvyšší budovy
Toto jsou rozestavěné nebo navržené budovy, které se stanou nejvyššími v daném státu za podmínky, že budou dokončeny.
| Stát          | Město         | Název                                             | Obrázek | Přibližná výška | Pater                        | Původní účel                          | Stav                                          |
| Arizona       | Phoenix       | CityScape                                         |         | (152.4 m)       | 40                           | kanceláře, hotel, obchody, obytný dům | stavba (odh. dokončení ve 3 fázích 2009-2011) |
| Kalifornie    | San Francisco | Renzo Piano Towers                                |         | 366 m           | > 70                         | kombinované využití                   | začátek plánování                             |
| Florida       | Miami         | Metropolitan Miami                                |         | 252 m           | 76                           | obytný dům                            | stavba (odh. dokončení 2011)                  |
| Florida       | Miami         | Brickell Financial Centre                         |         | 275 m           | 68                           | obchodní/kancelářská budova           | stavba (odh. dokončení 2011)                  |
| Florida       | Miami         | One Bayfront Plaza                                |         | 320 m           | 70                           | kombinované využití                   | schváleno (odh. dokončení 2015)               |
| Florida       | Miami         | Empire World Towers                               |         | 366 m           | 106                          | obytný dům                            | navrženo                                      |
| Kentucky      | Louisville    | Louisville Museum Plaza                           |         | 214 m           | 62                           | obytný dům/hotel                      | stavba (odh. dokončení 2010)                  |
| Idaho         | Boise         | Boise Place                                       |         | 122 m           | 31 nebo 34                   | obytný dům                            | Plán                                          |
| Illinois      | Chicago       | Chicago Spire                                     |         | 610 m           | 150                          | obytný dům                            | stavba (odh. dokončení 2012)                  |
| Louisiana     | New Orleans   | Trump International Hotel and Tower (New Orleans) |         | 257 m           | 70 (ofic. 69, bez 13. patra) | obytný dům                            | Plánování přerušeno na zač. 2008              |
| Maryland      | Baltimore     | Guilford Tower                                    |         | výška neznámá   | 65                           | kombinované využití                   | Plánování                                     |
| Maryland      | Baltimore     | 10 Inner Harbor                                   |         |                 | 59                           | kombinované využití                   | Schváleno                                     |
| Maryland      | Baltimore     | Westport Tower                                    |         |                 | 65                           | obytný dům/hotel                      | Plánování přerušeno 2009                      |
| Massachusetts | Boston        | Trans National Place                              |         | 305 m           | 75                           | kombinované využití                   | Navrženo                                      |
| Nevada        | Las Vegas     | Fontainebleau Las Vegas                           |         | 221 m           | 68                           | hotel                                 | Stavba (odh. dokončení 2009)                  |
| Nevada        | Las Vegas     | Allure II (bude přejm.)                           |         | 242 m           | 72                           | obytný dům/hotel                      | schváleno                                     |
| Nevada        | Las Vegas     | World Jewelry Center                              |         | 248 m           | 57                           | kanceláře/obchody                     | potvrzeno                                     |
| New Jersey    | Jersey City   | Harborside Plaza 7                                |         | 244 m           | 59                           | kanceláře                             | schváleno                                     |
| Nové Mexiko   | Albuquerque   | Domy na Packard Place                             |         |                 | 40-45                        | obytný dům/obchodní centrum           | schváleno                                     |
| Nové Mexiko   | Albuquerque   | Chant Tower                                       |         |                 | 30                           | kanceláře/obchody                     | plánování                                     |
| Ohio          | Columbus      | Ohio Complex                                      |         |                 |                              | kombinované využití                   | 2015                                          |
| Oklahoma      | Oklahoma City | Devon Tower                                       |         | 281 m           | 54                           | kanceláře                             | Schváleno (odh. dokončení 2012)               |
| Pensylvánie   | Philadelphia  | American Commerce Center                          |         | 460 m           | 89                           | kanceláře/hotel                       | schváleno                                     |
| Portoriko     | San Juan      | Aquablue at the Golden Mile                       |         |                 | 31, 31                       | obytný dům                            | Stavba (odh. dokončení 2010)                  |
| Portoriko     | San Juan      | San Juan Bayside                                  |         | neznámá         | 37, 32                       | kombinované využití                   | Schváleno (odh. dokončení 2012)               |
| Jižní Dakota  | Rapid City    | Rushmont Project                                  |         | 67 m            | 15                           | kanceláře                             | počátek plánování                             |
| Tennessee     | Nashville     | Signature Tower                                   |         | 246 m           | 70                           | hotel/obytný dům                      | Schváleno]                                    |
| Utah          | Lehi          | pětihvězdičkový hotel                             |         | 137 m           | 45                           | hotel                                 | (odh. začátku stavby: 2009)                   |

## Statistika
- Druhá nejvyšší budova USA Willis Tower v Chicagu je 442 m vysoká, což je více než součet nejvyšších budov ve státech Wyoming, Vermont, Maine, Jižní Dakota, Severní Dakota a Idaho.

- - Čtyři budovy patří JPMorgan Chase. Tři z nich jsou pojmenovány po Bank of America a US Bancorp, dvě po Wells Fargo.
  - 6 budov nese v názvu jméno státu USA. Kromě toho, 2 obsahují slovo National (národní) a 1 slovo Republic (republika).
  - 5 budov nese v názvu jméno státu, v němž se nachází.
  - 5 budov nese v názvu město, v němž se nachází.
- 18 budov se nachází v hlavním městě unijního státu.
- 40 budov se nachází v největším městě unijního státu. 6 budov ve druhém největším městě (státy Florida, New Jersey, Severní Dakota, Ohio, Oklahoma a Tennessee). 2 budovy ve třetím největším městě (státy Alabama a Connecticut). 1 budova ve čtvrtém největším městě (stát Mississippi). 1 budova v pátém největším městě (stát Vermont). Velikost města je posuzována podle velikosti jeho populace.